# Samuel Klein (filolog)
Samuel Klein, rum. Samuil Micu (ur. we wrześniu 1745 w Sadu w Siedmiogrodzie, zm. 13 maja 1806 w Budzie na Węgrzech) – greckokatolicki duchowny, teolog, filolog, historyk i tłumacz; rumuński ideolog narodowy i przedstawiciel tzw. „szkoły siedmiogrodzkiej”.

## Życie

### Pochodzenie i nazwisko
Pochodził z rodziny szlacheckiej, posiadającej wołoskie korzenie. Rodzina podczas nobilitacji otrzymała nazwisko „Klein”. Z czasem jego imię i nazwisko zostało zrumunizowane na „Samuil Micu” i pod tą postacią występuje w literaturze rumuńskiej. Ojcem Samuela Kleina był greckokatolicki protopop Stoia, matką zaś kobieta o imieniu Anei, z domu Maniu. Jego krewnym był Inocențiu Micu-Klein, biskup Fogaraszu.

### Studia i praca
Nauki pobierał na greckokatolickim seminarium duchownym w Blażu, później w szkole św. Barbary w Wiedniu, gdzie w latach 1766–1772 studiował teologię i filozofię. Po skończeniu studiów pracował jako nauczyciel w Blażu, potem także w szkole św. Barbary w Wiedniu (1777–1783). W okresie od 1804 do 1806 roku był cenzorem rumuńskojęzycznych druków wydawanych w Budzie. Klein był jednym z twórców programu rumuńskiego odrodzenia narodowego. Program ten, który był dawniej uważany za przejaw Oświecenia w kulturze rumuńskiej, według współczesnych historyków miał charakter raczej romantyczno-nacjonalistyczny. Program miał na celu propagację czysto-rzymskiego pochodzenia Rumunów (w tym czasie nazywanych jeszcze Wołochami), doprowadzenie do równouprawnienia Rumunów z innymi narodami Imperium Habsburgów i „wzbudzanie” rumuńskiej świadomości narodowej wśród wołoskiej ludności wiejskiej.

## Twórczość

### Prace językoznawcze
Klein razem z innym przedstawicielem szkoły siedmiogrodzkiej – Gheorghe Șincaiem napisali w łacinie, a następnie wydali pierwszą gramatykę języka rumuńskiego pdt. Podstawy dako-romańskiego lub wołoskiego języka (łac. Elementa linguae Daco-Romane sive Valahicae, 1780). W gramatyce tej, podobnie jak w jego późniejszych słownikach zamiast słów pochodzenia słowiańskiego, a także węgierskiego i tureckiego podawane są neologizmy utworzone na bazie łaciny. Zabiegi te wynikały z chęci zakwalifikowania języka rumuńskiego (wołoskiego), który w tamtym czasie przejawiał wiele cech słowiańskich, do romańskiej rodziny językowej. Świadoma romanizacja języka stanowiła istotny element rumuńskiego „odrodzenia narodowego”, które w znacznej mierze opierało się o wiarę w czysto rzymskie pochodzenie Rumunów. W duchu reromanizacji języka został sporządzony także Słownik wołosko-łacińsko-niemiecko-węgierski (łac. Dictionarium valahico-latino-germanico-hungaricum), który był jednym z pierwszych w historii słowników języka rumuńskiego (wołoskiego). Słownik ten po śmierci Klaina rozszerzył i wydał w 1825 roku pod zmienionym tytułem (Słownik Budzki, łac. Lexiconul de la Buda) Petru Maior.

### Prace historiograficzne
W postaci rękopisów Klein pozostawił po sobie dzieło historyczne Krótka nota historyczna o pochodzeniu i rozwoju narodu dakorumuńskiego (łac. Brevis historica notitia originis et progressu nationis Daco-Romanae, 1778) oraz historię napisaną w formie katechizmu, pdt. Dzieje Rumunów w pytaniach i odpowiedziach (rum. Istoria românilor cu întrebări și răspunsuri, 1791). W latach 1800–1806 pracował nad monumentalnym, niedokończonym dziełem Dzieje, sprawy i losy Rumunów (rum. Istoria, lucrurile și întîmplările românilor), które miało obejmować swym zakresem historię trzech państw: Siedmiogrodu, Wołoszczyzny i Mołdawii.

## Dzieła

### W postaci rękopisów
- 1778 – Brevis historica notitia originis et progressu nationis Daco-Romanae.
- 1800–1806 – Istoria, lucrurile și întîmplările românilor.
- Dictionarium valahico-latino-germanico-hungaricum.

### Wydane za życia
- 1779 – Carte de rogacioni pentru evlavia homului chrestin (Wiedeń).
- 1780 – Elementa linguae Daco-Romanae sive Valahicae (Wiedeń), wydanie II – 1805.
- 1782 – Dissertatio canonica de Martimonio juxta disciplinam Graecae Orientalis Eccleasiae (Wiedeń).
- 1784 – Propovedanie sau învățături la îngropăciunea oamenilor morți (Blaż) – w cyrylicy.
- 1795 – Biblia adecă Dumnezeiască scriptură a legii vechi și a celei noao (Blaż) – w cyrylicy.
- 1796 – Theologhiia moralicească sau bogosloviia (Blaż) – w cyrylicy.
- 1799 – Loghica, adecă partea cea cuântătoare a filosofiei (Buda) – w cyrylicy.
- 1800 – Legile firei, ithica și politica sau filosofia cea lucrătoare (Sybin).
- 1801 – Theologie dogmatică și moralicească despr taine peste tot (Blaż).
- 1801 – Acathist sau carte cu multe rugatsuni pentru evlavia fiestequarui creştin (Sybin).

### Wydania pośmiertne
- 1825 – Dictionarium valahico-latino-germanico-hungaricum, rozszerzył i wydał pdt. Lexiconul de la Buda Petru Maior.
- 1861 – Historia daco-romanorum sive valachorum, fragmenty w: "Instrucţiunea publică".
- 1942 – A lui Lucian Samosateanul a istoriei ceii adevărate, w: Cultura creştină, XXII, nr 1-6.
- 1944 – Dictonarium valahico-latinum (Budapeszt).
- 1963 – Scurtă cunoștință a istorii românilor (wstęp – C. Câmpeanu, Bukareszt).
- 1966 – Scrieri filosofice (Bukareszt); wydanie krytyczne pod redakcją P. Teodora i D. Ghișe.
- 1980 – Elementa linguae daco-romanae sive valachice (wstęp, nota i przekład – M. Zdrenghea).
- 1993 – Istoria bisercicească (Sfânte Mânăstire Bistrița).
- 1995 – Istoria românilor (red. I. Chindriș, Bukareszt).